# Формула 1: Жени, щоб вижити
Formula 1: Drive to Survive — це телевізійний документальний серіал, знятий у кооперації Netflix і Formula One, дає можливість зазирнути за лаштунки пілотів і гонок Чемпіонату світу Формули-1. З 2019 року серіал виходить по одному сезону на рік, загалом випущено шість сезонів, останній з яких вийшов в ефір 23 лютого 2024 року. Перехресна подія з Full Swing, яка транслюється на Netflix у листопаді 2023 року під назвою The Netflix Cup.

## Виробництво та концепція
24 березня 2018 року Формула-1 оголосила, що Netflix замовив документальний серіал з десяти епізодів, який дає ексклюзивні інсайди Чемпіонату світу Формули-1 2018 .   24 липня 2019 року Формула-1 оголосила, що в 2020 році відбудеться прем’єра другого сезону Чемпіонату світу Формули-1 2019, у якому братимуть участь усі 10 команд.  
Виконавчими продюсерами серіалу є Джеймс Гей-Ріс і Пол Мартін для виробничої компанії Box to Box Films. Шоураннером серіалу є Софі Тодд. 
Згодом Гей-Ріс розповів The Fast Lane Podcast, що Drive to Survive спочатку був задуманий як серіал, присвячений виключно команді Red Bull Racing, перш ніж він перетворився на серіал про Формулу-1 загалом. 
Зйомки сезону 2020 року почалися в березні, але були призупинені до липня через пандемію COVID-19 . 

## Рецепція
Шоу отримало визнання за додаткові інсайти, які воно пропонує вболівальникам,  і вважається залученням нової аудиторії (зокрема американської) до спорту.    Стиснення сезонних тем до односерійних розповідей викликала похвалу за адаптацію «природної драми гоночного сезону в розповідь, яка може спонукати фаната налаштуватися на реальність». 
Однак Drive to Survive критикували за включення фальшивих або недоречних коментарів і командних радіостанцій,     інсценування певних сцен    надання надмірної важливості тестам і тренуванням сесій,   і надмірне драматизування або спотворення певних подій і стосунків у паддоку Формули-1.    Постійна критика як з боку глядачів, так і гонщиків призвела до дискусій між Netflix і менеджерами команд, а також між Формулою-1 і гонщиками. 
Зокрема, Макс Ферстаппен відмовився брати участь в інтерв’ю для сезонів 3 і 4, оскільки вважав, що шоу драматизує деяких водіїв, зображуючи їх як лиходіїв, і що шоу створює фальшиве суперництво.    Однак Ферстаппен підтвердив свою участь у 5 сезоні після досягнення домовленості з продюсерами «зберігати це реальним».   

## Спін-оффи
У 2020 році серіал, схожий на Drive to Survive, був випущений на F1 TV за мотивами Чемпіонату Формули 2 2019 року під назвою Chasing the Dream .  Були зняті наступні другий і третій сезони, кожен з яких охоплював чемпіонати Формули- 2 2020 і 2021 років, прем’єра яких відбулася в 2021 і 2022 роках відповідно.   Четвертий і п’ятий сезони, засновані на Чемпіонаті Формули- 2 2022 і 2023 років, виходили на F1 TV, а також безкоштовно транслювалися на YouTube протягом відповідних років.   Інші автоспортивні серіали підхопили «Потяг Drive to Survive»: Формула E, NASCAR та IndyCar демонструють власні документальні серії.

## Зовнішні посилання
- Формула 1: Жени, щоб вижити на сайті Netflix
- Формула 1: Жени, щоб вижити на сайті IMDb (англ.)